# Lasy Spalskie (Natura 2000)
Lasy Spalskie (kod PLH100003) – specjalny obszar ochrony siedlisk sieci Natura 2000, zlokalizowany na terenie województwa łódzkiego.
Obszar obejmuje powierzchnię 2048,58 ha
Teren wyznaczony został w celu długotrwałego zabezpieczenia naturalnych siedlisk życia oraz populacji zagrożonych wymarciem gatunków zwierząt (z wyłączeniem ptaków) takich jak: mopek Barbastella barbastellus, nocek Bechsteina Myotis bechsteinii, nocek duży Myotis myotis, pachnica dębowa Osmoderma eremita (Osmoderma barnabita).

## Siedliska pod ochroną
- grąd środkowoeuropejski i grąd subkontynentalny (Galio-Carpinetum, Tilio-Carpinetum),
- łęgi wierzbowe, topolowe, olszowe i jesionowe (Salicetum albo-fragilis, Populetum albae,Alnenion glutinoso-incanae) i olsy źródliskowe,
- bory i lasy bagienne (Vaccinio uliginosi Betuletum pubescentis, Vaccinio uliginosi Pinetum, Pino mugo-Sphagnetum, Sphagno girgensohnii-Piceetum) i brzozowo-sosnowe bagienne lasy borealne,
- ciepłolubne dąbrowy (Quercetalia pubescenti petraeae)[1].